# 田京駅
田京駅（たきょうえき）は、静岡県伊豆の国市田京にある、伊豆箱根鉄道駿豆線の駅である。駅番号はIS10。

## 歴史
- 1899年（明治32年）7月17日：南條（現・伊豆長岡） - 大仁間開業と同時に、当駅開業。
- 1936年（昭和11年）12月24日：貨物線増設工事完成。
- 1972年（昭和47年）6月16日：貨物取扱廃止。
- 2015年（平成27年）3月27日：田京 - 修善寺間で、 鉄道総研が超電導送電技術を用いた世界初の列車走行試験に成功[1]。大仁駅に超電導送電システムを設置して試験走行を実施した。
- 2020年（令和2年）2月23日：三島二日町駅と共に駅員の配置時間が7時から8時30分のみとなり、それ以外は原則不在となる[2]。
- 2023年（令和5年）4月6日：旭化成ファーマとの副駅名権のスポンサー契約締結により、副駅名「世界の人びとの“いのち” と“くらし”に貢献します」を含む駅名看板の除幕式を行う[3][4]。

## 駅構造
単式ホーム・島式ホーム計2面3線を有する地上駅。駅舎は1番線ホームに面しており、2番線ホームとのアクセスには構内踏切を使用する。単式ホームのほうが1番線、島式ホームの単式ホーム側が2番線、その反対側が側線である。側線は現在の伊豆の国市役所大仁支所にあった東洋醸造（現・旭化成）が引き込み線として使用していた線路で、貨物廃止後は臨時・貨物・工臨など、いろいろな車両の待機、待避に使われた。現在は架線が撤去されている。

### のりば
| 番線 | 路線   | 方向 | 行先       | 備考                 |
| ---- | ------ | ---- | ---------- | -------------------- |
| 1    | 駿豆線 | 下り | 修善寺方面 |                      |
| 1    | 駿豆線 | 上り | 三島方面   | 原則としてこのホーム |
| 2    | 駿豆線 | 上り | 三島方面   | 列車交換時のみ       |

付記事項
- 構内踏切の遮断を避けるため、当駅で列車交換を行わない上り列車は1番線を発着する。
- 2番線は修善寺方面への列車の入線も可能（※早朝の下り回送にその設定がある）。

発車メロディーに関して
- 三島田町、大場、伊豆仁田、韮山、伊豆長岡、大仁と同様の発車メロディー・ベルが導入されている。
- 発車メロディーは、鎌田信号機製である。

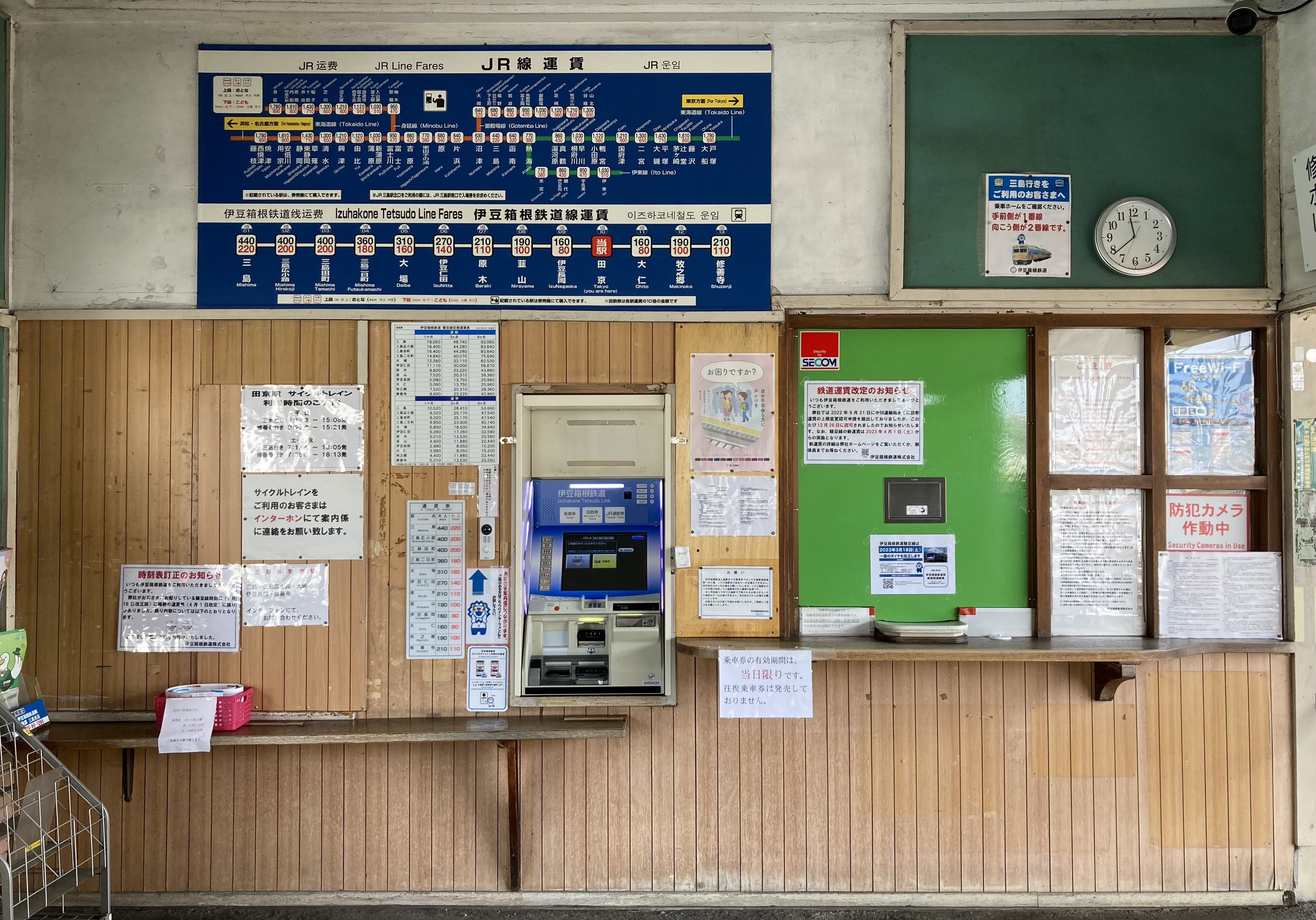
切符売場（2023年4月）
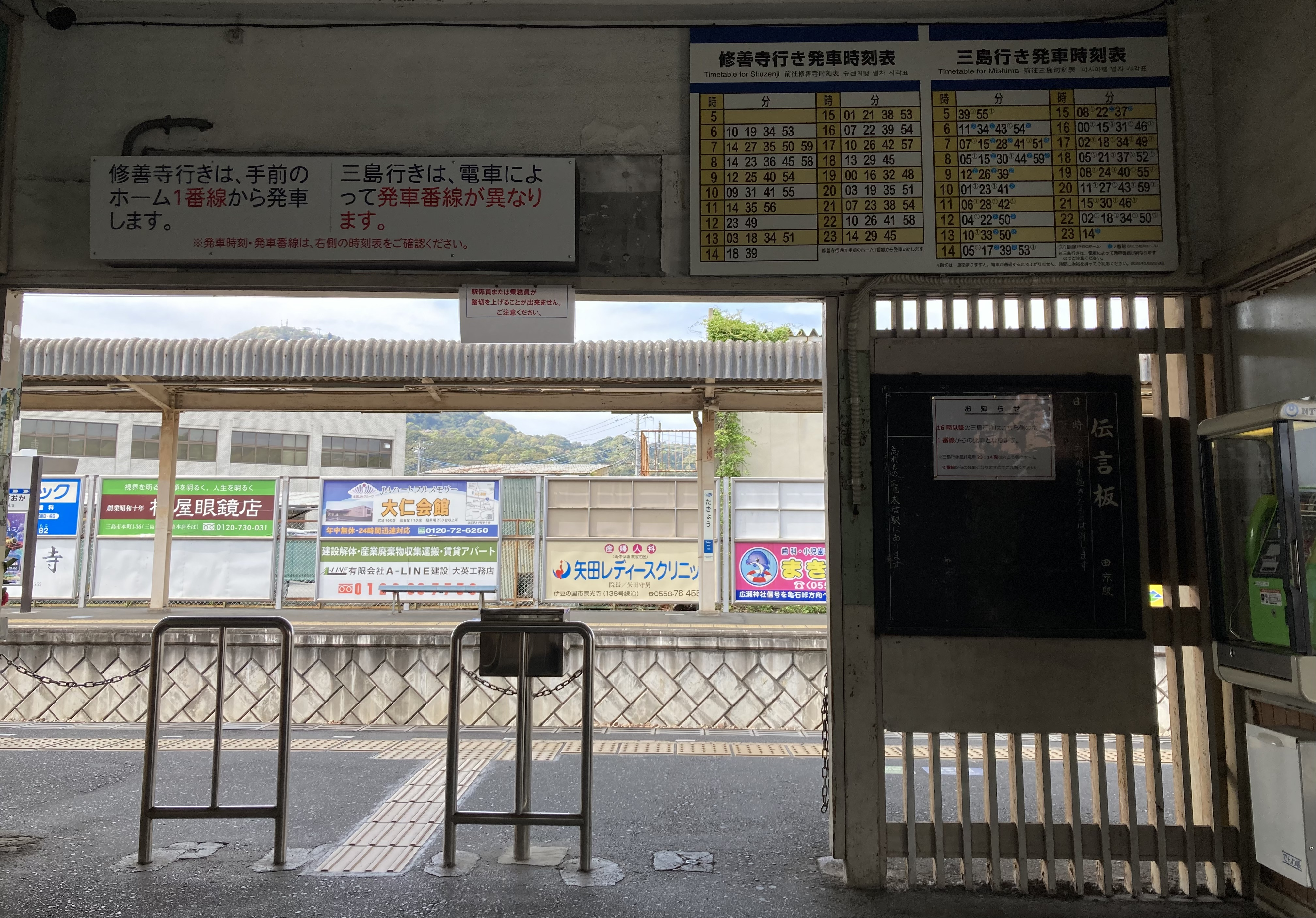
改札口（2023年4月）
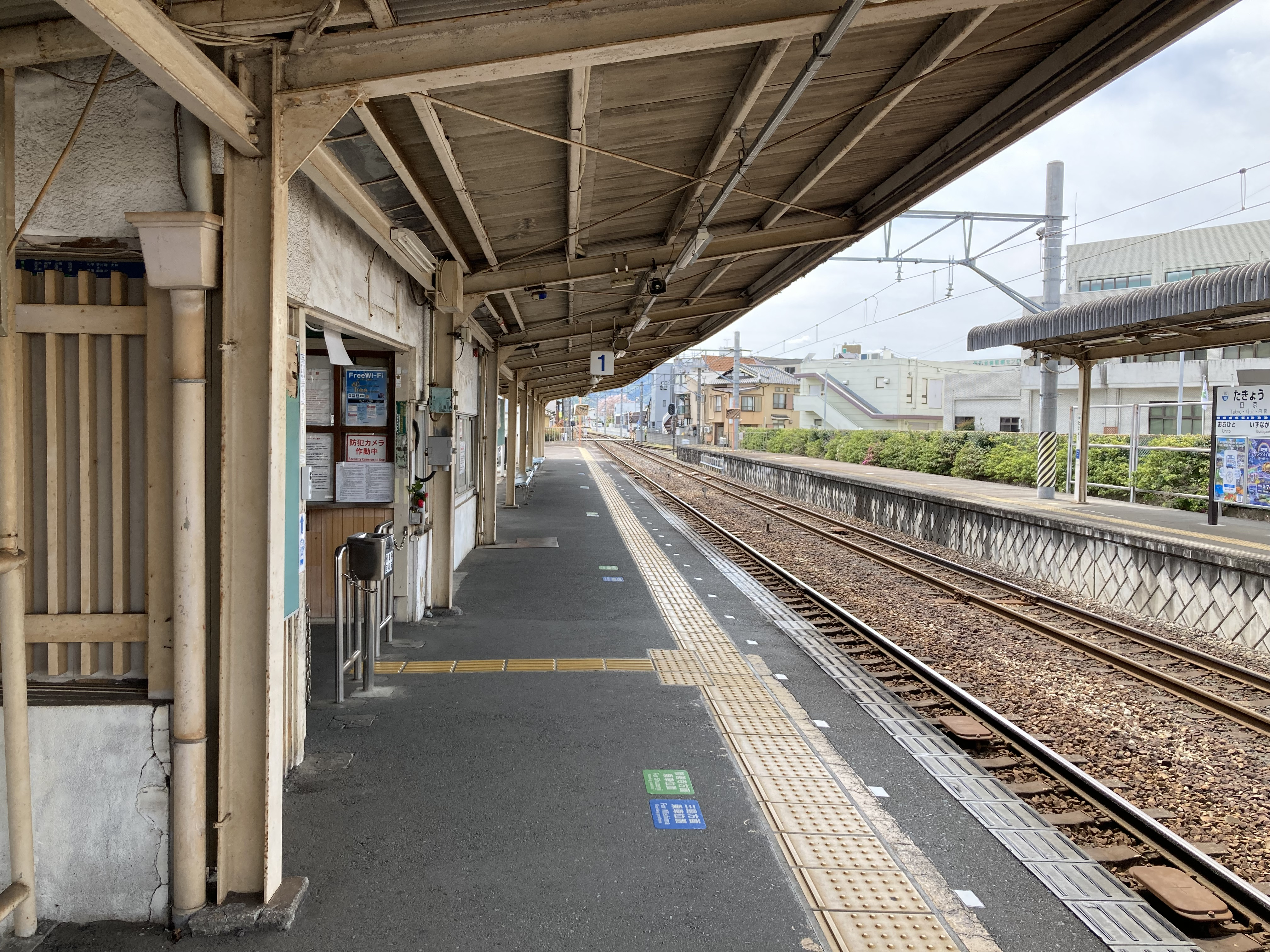
1番線ホーム（2023年4月）
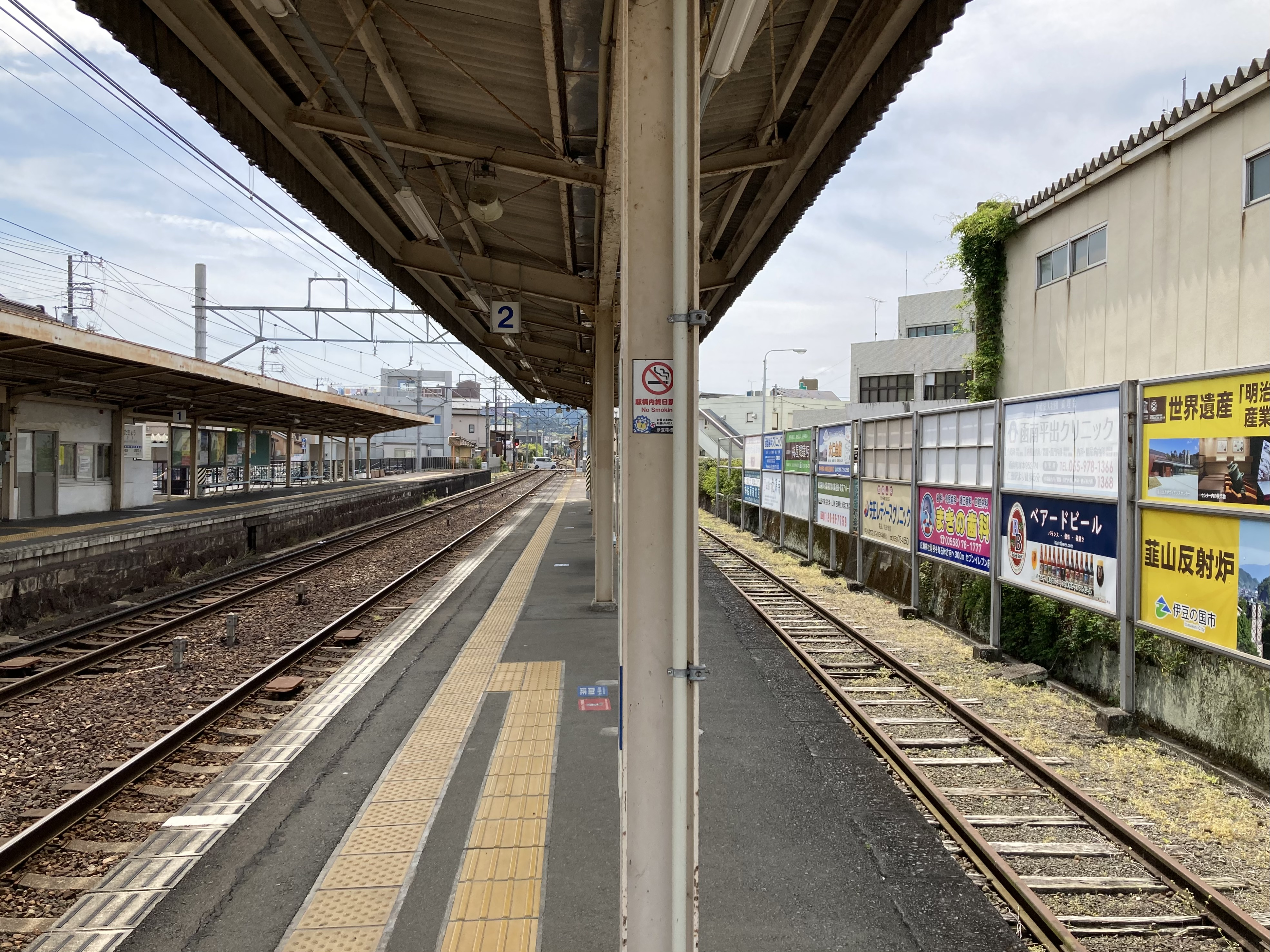
2番線・（3番線）ホーム（2023年4月）
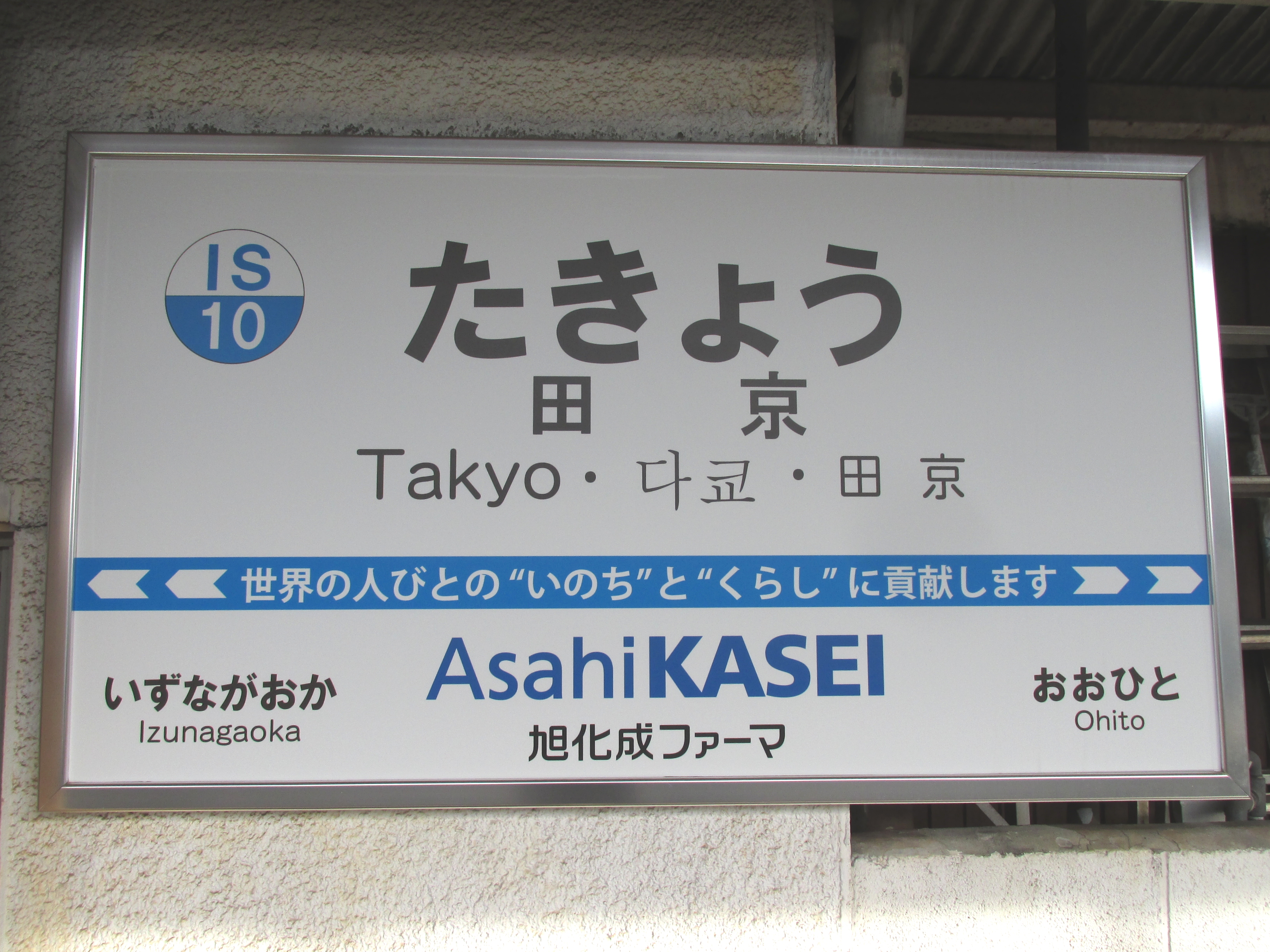
駅名標（2024年5月）

## 利用状況
- 2020年（令和2年）度の1日平均乗車人員は946人である。

近年の1日平均乗車人員の推移は以下の通りである。
| 年度               | 1日平均 乗車人員 | 出典     |
| ------------------ | ---------------- | -------- |
| 1993年（平成05年） | 2,069            | [ * 1 ]  |
| 1994年（平成06年） | 2,026            | [ * 2 ]  |
| 1995年（平成07年） | 2,075            | [ * 3 ]  |
| 1996年（平成08年） | 2,030            | [ * 4 ]  |
| 1997年（平成09年） | 1,925            | [ * 5 ]  |
| 1998年（平成10年） | 1,885            | [ * 6 ]  |
| 1999年（平成11年） | 1,787            | [ * 7 ]  |
| 2000年（平成12年） | 1,709            | [ * 8 ]  |
| 2001年（平成13年） | 1,633            | [ * 9 ]  |
| 2002年（平成14年） | 1,575            | [ * 10 ] |
| 2003年（平成15年） | 1,538            | [ * 11 ] |
| 2004年（平成16年） | 1,482            | [ * 12 ] |
| 2005年（平成17年） | 1,471            | [ * 13 ] |
| 2006年（平成18年） | 1,448            | [ * 14 ] |
| 2007年（平成19年） | 1,428            | [ * 15 ] |
| 2008年（平成20年） | 1,440            | [ * 16 ] |
| 2009年（平成21年） | 1,384            | [ * 17 ] |
| 2010年（平成22年） | 1,363            | [ * 18 ] |
| 2011年（平成23年） | 1,323            | [ * 19 ] |
| 2012年（平成24年） | 1,363            | [ * 20 ] |
| 2013年（平成25年） | 1,359            | [ * 21 ] |
| 2014年（平成26年） | 1,327            | [ * 22 ] |
| 2015年（平成27年） | 1,315            | [ * 23 ] |
| 2016年（平成28年） | 1,290            | [ * 24 ] |
| 2017年（平成29年） | 1,292            | [ * 25 ] |
| 2018年（平成30年） | 1,315            | [ * 26 ] |
| 2019年（令和元年） | 1,281            | [ * 27 ] |
| 2020年（令和02年） | 946              | [ * 28 ] |

## 駅周辺
狩野川沿いの沖積平野、田方平野に位置し、狩野川、国道136号、駿豆線が並行する。国道沿いにはロードサイド店舗が建つ。駅東側は細い路地が入り組んだ住宅地となっている。駅の南北には災害の供養塔がある。
- 伊豆の国市役所大仁支所（旧大仁町役場）
- 道の駅伊豆のへそ
  - IZU VILLAGE
- 駿東伊豆消防本部田方中消防署
- 伊豆の国市立大仁北小学校
- 伊豆の国市立田京幼稚園
- 広瀬公園 - テニスコートやプールを併設する公園[5]。
- 大仁体育館
- 宗教法人ワールドメイト総本部
- 旭化成ファーマ大仁地区
- 狩野川台風殉難者供養塔
- 田中村洪水殉難者供養塔
- 修善寺道路大仁中央IC
- 国道136号
- 国道414号
- 狩野川

## バス路線
伊豆の国市の自主運行バスとデマンド型乗合タクシーが「田京駅」停留所を経由する。
伊豆の国市自主運行バス（運行事業者：東海バス）
- C80（修善寺駅・亀石峠線（浮橋・亀石峠線））
  - 亀石峠 / 修善寺駅
- C81（大仁駅前・亀石峠線（浮橋・亀石峠線））
  - 亀石峠

※ともに土日祝日運休
立花Go!（予約制デマンド型乗合タクシー）（運行事業者：伊豆箱根交通）
- 伊豆保健医療センターと立花地区を結ぶデマンド路線。

※土曜・日曜運休。

## 隣の駅
伊豆箱根鉄道
 駿豆線
伊豆長岡駅 (IS09) - 田京駅 (IS10) - 大仁駅 (IS11)

### 記事本文
1. ↑  “超電導き電ケーブルを用いた列車走行実験について” (PDF).   鉄道総合技術研究所. 2023年4月22日閲覧。
2. ↑  駿豆線における駅員配置時間帯の見直しについて (PDF)  - 伊豆箱根鉄道、2020年2月1日閲覧
3. ↑  『田京駅の副駅名権（ネーミングライツ）のスポンサー契約を旭化成ファーマ株式会社と締結』（PDF）（プレスリリース）伊豆箱根鉄道、2023年3月29日。2023年4月19日閲覧。
4. ↑  小西龍也「伊豆箱根鉄道田京駅　副駅名は「世界の人びとの“いのち”と“くらし”に貢献します」 旭化成ファーマと契約」『静岡新聞』2023年4月6日。オリジナルの2023年4月8日時点におけるアーカイブ。2023年4月19日閲覧。
5. ↑  “広瀬公園”.   伊豆の国市. 2022年12月9日時点のオリジナルよりアーカイブ。2023年3月25日閲覧。
6. ↑  “伊豆の国市立花地区予約型乗合タクシー区域図”.   伊豆の国市. 2023年4月22日閲覧。

### 利用状況
静岡県統計年鑑
1. ↑  静岡県統計年鑑1993（平成5年） (PDF)
2. ↑  静岡県統計年鑑1994（平成6年） (PDF)
3. ↑  静岡県統計年鑑1995（平成7年） (PDF)
4. ↑  静岡県統計年鑑1996（平成8年） (PDF)
5. ↑  静岡県統計年鑑1997（平成9年） (PDF)
6. ↑  静岡県統計年鑑1998（平成10年） (PDF)
7. ↑  静岡県統計年鑑1999（平成11年） (PDF)
8. ↑  静岡県統計年鑑2000（平成12年） (PDF)
9. ↑  静岡県統計年鑑2001（平成13年） (PDF)
10. ↑  静岡県統計年鑑2002（平成14年） (PDF)
11. ↑  静岡県統計年鑑2003（平成15年） (PDF)
12. ↑  静岡県統計年鑑2004（平成16年） (PDF)
13. ↑  静岡県統計年鑑2005（平成17年） (PDF)
14. ↑  静岡県統計年鑑2006（平成18年） (PDF)
15. ↑  静岡県統計年鑑2007（平成19年） (PDF)
16. ↑  静岡県統計年鑑2008（平成20年） (PDF)
17. ↑  静岡県統計年鑑2009（平成21年） (PDF)
18. ↑  静岡県統計年鑑2010（平成22年） (PDF)
19. ↑  静岡県統計年鑑2011（平成23年） (PDF)
20. ↑  静岡県統計年鑑2012（平成24年） (PDF)
21. ↑  静岡県統計年鑑2013（平成25年） (PDF)
22. ↑  静岡県統計年鑑2014（平成26年） (PDF)
23. ↑  静岡県統計年鑑2015（平成27年） (PDF)
24. ↑  静岡県統計年鑑2016（平成28年） (PDF)
25. ↑  静岡県統計年鑑2017（平成29年） (PDF)
26. ↑  静岡県統計年鑑2018（平成30年） (PDF)
27. ↑  静岡県統計年鑑2019（令和元年） (PDF)
28. ↑  静岡県統計年鑑2020（令和2年） (PDF)